# تحليل منحنى الانصهار
تحليل منحنى الانصهار (بالإنجليزية: Melting curve analysis)‏ هو تقييم لخصائص التفكك للحمض النووي مزدوج الشريط (حمض نووي ريبوزي منقوص الاكسجين) أثناء التسخين، فمع ارتفاع درجة الحرارة يبدأ الشريط المزدوج بالانفصال مما يؤدي إلى ارتفاع كثافة الامتصاص (فرط الكرومية)، تُعرف درجة الحرارة التي يتم فيها تهجين 50٪ من الحمض النووي باسم درجة حرارة الانصهار.
يمكن استخدام المعلومات التي تم جمعها لاستنتاج وجود وهوية تعدد أشكال النوكليوتيدات المفردة (SNP)، هذا لأن زوج القواعد G-C يحتوي على ثلاث من الروابط الهيدروجينية بينهما بينما زوج القواعد A-T تحتوي فقط على رابطتين، درجة حرارة انصهار الحمض النووي الريبوزي منقوص الأكسجين الذي يحتوي على G-C بنسبة أعلى -سواء بسبب مصدره أو بسبب تعدد النوكليوتيدات المفردة- تكون أعلى من درجة حرارة انصهار الحمض النووي الريبوزي منقوص الأكسجين الذي يحتوي على A-T بنسبة أعلى.
تعطي المعلومات أيضًا أدلة حيوية على طريقة تفاعل الجزيء مع الحمض النووي، تدخل الجزيئات مثل الإقحام بين أزواج القاعدة و يكون التفاعل من خلال التكديس، ولهذا تأثير استقرار على بنية الحمض النووي مما يؤدي إلى ارتفاع في درجة حرارة الانصهار، وبالمثل تساعد زيادة تركيزات الملح في نشر النفور السلبي بين الفوسفات في العمود الفقري للحمض النووي، وهذا يؤدي أيضًا إلى ارتفاع درجة حرارة انصهار الحمض النووي، لكن على العكس يمكن أن يكون للأس الهيدروجيني تأثير سلبي على استقرار الحمض النووي مما قد يؤدي إلى خفض درجة حرارة انصهاره.

## التطبيق

االرسوم البيانية لإظهار العلاقة بين الوميض الفلوري ودرجة الحرارة للمسبار الموسوم، وهي مصممة لتسلسل الكتلة وكتلة متماثل الألائل ومتغايرة الألائل وحالات تحول متماثل الألائل.

تعتمد الطاقة اللازمة لكسر الروابط الهيدروجينية بين القواعد المتقابلة علي شريطي الحمض النووي على طولها ومحتوى G-C وتكاملها، يمكن استنتاج هذه السمات عن طريق تسخين خليط التفاعل الذي يحتوي على تتابعات DNA مزدوج الشرائط وقياس التفكك ضد درجة الحرارة.
لوحظ تفكك الخيوط باستخدام قياسات امتصاص الأشعة فوق البنفسجية، ولكن التقنيات القائمة تعتمد على على قياسات الوميض الفلوري هي الآن النهج الأكثر شيوعًا.
ويمكن قياس الانفصال التي تعتمد على درجة الحرارة بين اثنين من خيوط الحمض النووي باستخدام مقحم الحمض النووي الفلوروفور مثل SYBR الأخضرأو إيفاجرين أو مسبار التهجين للحمض النووي الموسومة بالفلوروفور، في حالة SYBR الأخضر (الذي يتألق 1000 مرة بشكل مكثف أكثر أثناء تداخله في الأخدود الصغير لشريطي الحمض النووي) فإن انفصال الحمض النووي أثناء التسخين يمكن قياسه من خلال الانخفاض الكبير في الوميض الناتج، بدلاً من ذلك يمكن استخدام مسابير متجاورة (واحدة تتميز بالفلوروفور والأخرى تتميز باستخماد التألق المناسب) لتحديد تكامل المسبار مع التسلسل المستهدف.
قد يجعل الرسم البياني للمشتق الأول السالب لمنحنى الانصهار تحديد درجة حرارة التفكك (المحددة على أنها تفكك 50%) سهلًا بحكم القمم التي تشكلت على هذا النحو.
مكّن SYBR Green تمايز المنتج في حلقة الإضاءة في عام 1997، أثبتت مسابير التهجين (أو مسابير FRET) أيضًا أنها توفر منحنيات انصهار محددة جدًا من هجين مسبار أحادي السلسلة (ss) إلى هجين أمبليكون، وقد قامت شركة إيداهو التكنولوجيا وروش بالكثير لتعميم هذا الاستخدام على أداة حلقة الإضاءة.

## التطبيقات
أصبح تحليل المنتج -من خلال SYBR Green أو أصباغ أخرى محددة ثنائية الخيط أو تحليل منحنى الانصهار القائم على المسبار- في كل مكان تقريبًا و ذلك منذ أواخر التسعينيات، وتُعد التقنية القائمة علي المسبار حساسة بما يكفي للكشف عن تعدد أشكال وحيدة النوكليوتيد (SNP) ويمكن أن تميز بين الأنواع البرية متماثلة الألائل والألائل الطافرة المتغايرة أو الطافرة بحكم أنماط الانفصام المنتجة، بدون المسابير لم يكن ذوبان الأمبليكون (صهر وتحليل منتج PCR بأكمله) ناجحًا بشكل عام في العثور على متغيرات قاعدة مفردة من خلال ملفات تعريف الانصهار، أصبح تحليل ذوبان الأمبليكون لمتغيرات أساسية واحدة ممكنًا الآن مع العديد من الأدوات المتاحة تجاريًا وذلك مع الأدوات عالية الدقة والأصباغ المتقدمة؛ على سبيل المثال: تطبيق النظم الحيوية 7500 نظام سريع و7900HT نظام PCR في الوقت الحقيقي السريع، أيداهو التكنولوجيا ماسحة ضوئية (أول جهاز صهر عالي الدقة يعتمد على اللوحة) وأداة الكياجين في الدوار الجينات وأداة حلقة إضاءة وروش 480.
توجد العديد من الأمثلة البحثية والإكلينيكية في الوثائق التي تظهر استخدام تحليل منحنى الانصهار لتفادي أو استكمال جهود التسلسل وبالتالي تقليل التكاليف.
معظم آلات PCR الكمية لديها خيار توليد وتحليل منحني الانصهار لكن يختلف مستوى التحليل ودعم البرمجيات، فيُعد الانصهار عالي الدقة (المعروف باسم Hi-Res Melting أو HRM) هو تقدم هذه التقنية العامة وقد بدأت في تقديم حساسية أعلى للكشف عن SNP داخل أمبليكون مصبوغ بالكامل، وهو أقل تكلفة وبساطة في التصميم لتطوير أنظمة منحنى ذوبان غير محتملة، ومع ذلك فإنه بالنسبة لتطبيقات التنميط الجيني حيث يجب معالجة كميات كبيرة من العينات وقد تكون تكلفة التطوير أقل أهمية من إجمالي الإنتاجية وسهولة التفسير وبالتالي تُفضَّل طرق التنميط الجيني المستندة إلى المسبار.